# Careproctus mollis
Careproctus mollis és una espècie de peix pertanyent a la família dels lipàrids.

## Descripció
- La femella fa 7,4 cm de llargària màxima.[5]

## Hàbitat
És un peix marí i batidemersal que viu entre 247 i 882 m de fondària.

## Distribució geogràfica
Es troba a l'illa d'Attu (mar de Bering).

## Observacions
És inofensiu per als humans.